# Scleronotus strigosus
Scleronotus strigosus är en skalbaggsart som beskrevs av Júlio 1998. Scleronotus strigosus ingår i släktet Scleronotus och familjen långhorningar. Inga underarter finns listade i Catalogue of Life.